# Kilmarnock Football Club 2014-2015
Questa voce raccoglie le informazioni riguardanti il Kilmarnock Football Club nelle competizioni ufficiali della stagione 2014-2015.

## Stagione
- In Scottish Premiership il Kilmarnock si classifica al 10º posto (41 punti), dietro al Ross County e davanti al Motherwell.
- In Scottish Cup viene eliminato al quarto turno dai Rangers (3-0).
- In Scottish League Cup viene eliminato al terzo turno dal St. Johnstone (0-1).

## Maglie e sponsor
| Casa | Trasferta |

## Rosa
| N. |                             | Ruolo | Calciatore       |
| -- | --------------------------- | ----- | ---------------- |
| 1  | Scozia (bandiera)           | P     | Craig Samson     |
| 2  | Scozia (bandiera)           | D     | Ross Barbour     |
| 4  | Scozia (bandiera)           | C     | Jamie Hamill     |
| 6  | Irlanda (bandiera)          | D     | Mark Connolly    |
| 7  | Scozia (bandiera)           | C     | Rory McKenzie    |
| 8  | Irlanda del Nord (bandiera) | C     | Sammy Clingan    |
| 9  | Scozia (bandiera)           | A     | Lee Miller       |
| 10 | Scozia (bandiera)           | C     | Chris Johnston   |
| 11 | Scozia (bandiera)           | C     | Paul Cairney     |
| 13 | Irlanda del Nord (bandiera) | P     | Conor Brennan    |
| 14 | Inghilterra (bandiera)      | A     | Nathan Eccleston |
| 16 | Inghilterra (bandiera)      | C     | Tope Obadeyi     |

| N. |                             | Ruolo | Calciatore                |
| -- | --------------------------- | ----- | ------------------------- |
| 18 | Scozia (bandiera)           | D     | Lee Ashcroft              |
| 19 | Scozia (bandiera)           | C     | Craig Slater              |
| 20 | Finlandia (bandiera)        | C     | Aleksey Eremenko          |
| 21 | Inghilterra (bandiera)      | A     | Michael Ngoo              |
| 22 | Inghilterra (bandiera)      | C     | Darryl Westlake           |
| 23 | Inghilterra (bandiera)      | D     | Chris Chantler            |
| 24 | Scozia (bandiera)           | D     | Ross Davidson             |
| 26 | Scozia (bandiera)           | D     | Mark O'Hara               |
| 28 | Irlanda del Nord (bandiera) | A     | Josh Magennis             |
| 29 | Italia (bandiera)           | C     | Manuel Pascali (capitano) |
| 30 | Scozia (bandiera)           | C     | Greg Kiltie               |
| 33 | Scozia (bandiera)           | A     | Robbie Muirhead           |